# スカンディナヴィア半島
スカンディナヴィア半島（スカンディナヴィアはんとう、スウェーデン語: Skandinaviska halvön、 ノルウェー語: Den skandinaviske halvøy、 フィンランド語: Skandinavian niemimaa、ロシア語: Скандинавский полуостров、 Skandinavsky poluostrov）は、北ヨーロッパの半島。この半島はスウェーデンの主要部と、ノルウェーの主要部（ロシアとの国境地帯の小さな海岸地区を例外として）の大半、フィンランドの北西地域、そしてロシアのペチェングスキー地区を含む。スカンジナビア半島、スカンディナビア半島、スカンジナヴィア半島とも表記される。
この半島の名前はスカンディナヴィアから来ており、この用語はデンマーク、ノルウェー、スウェーデンからなる文化圏を指す。この文化の名前はスカニアから来ている。これはデンマークの一部であった時代の半島の南端部の名前であり、現在スウェーデン領であるこの地域はデーン人の祖先の居住地であった。派生語である"Scandinavian"という用語はまた、北ゲルマン語群を話すゲルマン人を指し、北ゲルマン語群は古ノルド語から派生した方言連続体であると考えられている。現代のスカンディナヴィアで使用される北ゲルマン語群はデンマーク語、ノルウェー語、そしてスウェーデン語であり、これに加えてフェロー語とアイスランド語が同一の言語グループに属する。しかし、フェロー語とアイスランド語は現代のスカンディナヴィアの諸言語と方言連続体にはなっておらず、相互の理解は不可能である（実際にはフェロー語話者とアイスランド語話者はデンマーク語の教育を受けているが）。
スカンディナヴィア半島はバルカン半島、イベリア半島やイタリア半島よりも大きく、ヨーロッパ最大の半島である。氷期の間、大西洋の海水面が大きく下がり、バルト海、ボスニア湾、そしてフィンランド湾は消失した。そのため、ドイツ、ポーランド、バルト諸国、スカンディナヴィア諸国のような、これらの海を取り巻く現代の国々の領域は地続きになっていた。

## 地理

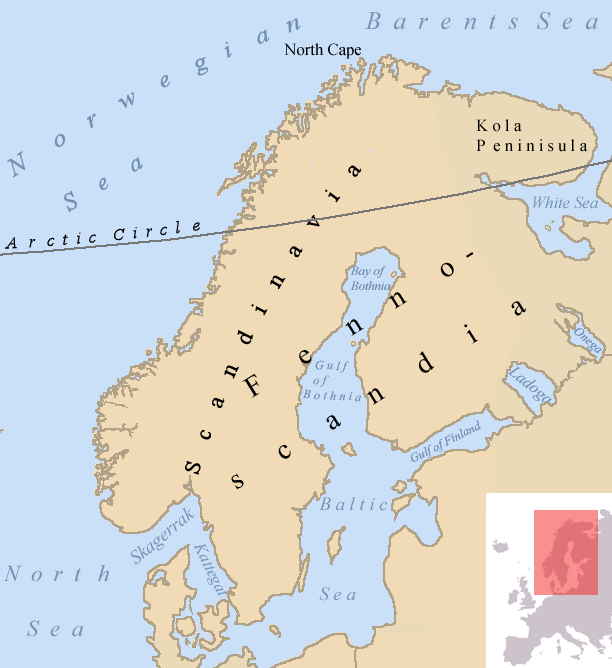
スカンディナヴィア半島は、より広大なフェノスカンディアと関連がある。

スカンディナヴィア半島はまぎれもなくヨーロッパ最大の半島であり、長さ1,850キロメートル、幅は凡そ370キロメートルから805キロメートルの間である。スカンディナヴィア山脈はノルウェーとスウェーデンの国境の大部分を規定している。この半島は以下に示す複数の水域によって周囲から分けられている。
- 北はバレンツ海
- 西はノルウェー海
- 南は北海とバルト海
- 東はバルト海、ケミ川、イナリ湖、そしてパーツヨキ川

かつての最高地点はノルウェー領内のグリッテルティンデンで、海面からの標高は2470メートルであった。しかし、その頂上の氷河が溶け続けて2452mまで高度を下げ、現在の最高地点は同じくノルウェーにある2469メートルのガルフピッゲンである。これらの山々にはまた、ヨーロッパ最大の氷河であるヨステダール氷河がある。
スカンディナヴィア半島のおよそ4分の1は北極圏の北側にあり、最北端はノルウェーのケープ・ノールシンである。

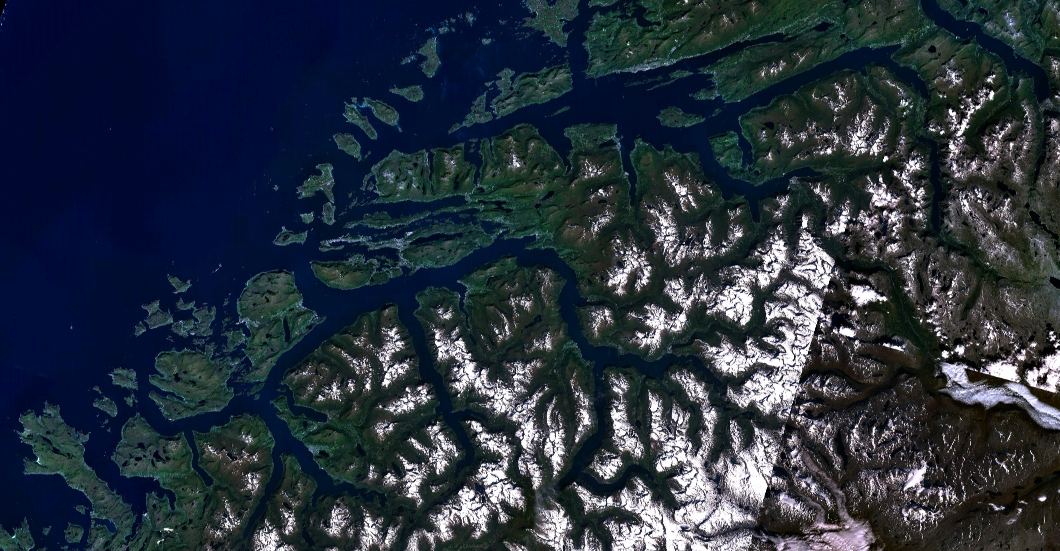
入り組んだフィヨルド

スカンディナヴィアの気候は様々であり、ツンドラ気候（ケッペンの気候区分：ET）と亜寒帯湿潤気候（Dfc）である北部から、冷涼な西岸海洋性気候（Cfc）のロフォーテン諸島北まで伸びる北西の海岸地域、湿潤大陸性気候（Dfb）の中央部、そして西岸海洋性気候（Cfb)の南部および南東部である。
スカンディナヴィア半島は豊富な木材、鉄、銅に恵まれており、最良の農地はスウェーデン南部にある。北海と大西洋のノルウェー沿岸では巨大な油田と天然ガス田が発見されている。
スカンディナヴィア半島の人口の大部分は自然の帰結として南部の農業地域に集中している。半島の都市は大きな順にスウェーデンのストックホルム、ノルウェーのオスロ、スウェーデンのヨーテポリ、スウェーデンのマルメ、そしてノルウェーのベルゲンがある。

### フィヨルド
フィヨルドはスカンディナヴィア半島の北部や西部に数多く存在しており、世界的に有名であり、人気の観光地である。また、ガイランゲルフィヨルドやネーロイフィヨルドは、2005年に世界遺産認定されている。その中のネーロイフィヨルドは、スカンディナヴィア半島で最長・最深のフィヨルドで長さ204km、水深1308mにまで達する。

## 地質

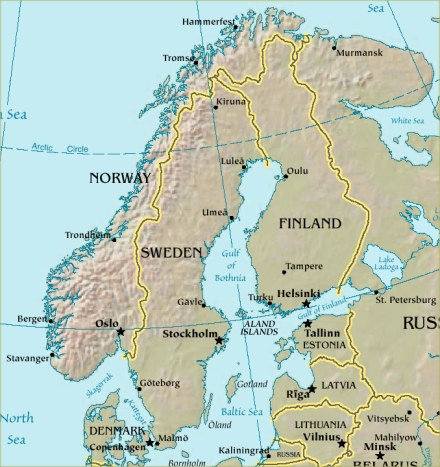
スカンディナヴィア半島の起伏地図

スカンディナヴィア半島は安定した非常に古い地殻の一部で形成され、結晶変成岩によるバルト楯状地の一部をなしている。地殻を覆う土壌の大部分は古代の氷期に氷河によって削り出されたものである。この氷河による土壌の浸食、冷涼な気候のため、比較的狭い範囲しか農地にはならない。
氷河時代の氷期の間はまた、多くの谷川が深く刻まれた。そして氷が融解した時そこに海が入り込み、ノルウェーの特筆すべきフィヨルドが形成された。半島の南部ではこの氷期の氷河が数多くの堆石堤を生み出し、非常に混沌とした景観を構成している。これらの堆石堤は現代のデンマーク全域を覆っていた。
バルト楯状地は概ね地質学的に安定し、故に隣接する地殻の作用から影響を受けづらいが、氷期の間の厚さ4キロメートル近い氷の重量によりスカンディナヴィアの全地形が沈降しており、その氷が消失した時、バルト楯状地は再び隆起した。この隆起は1世紀あたり1メートルの割合で現代まで続いている。逆に南部ではこれを補うために沈降する傾向があり、低地諸国とデンマークの洪水の原因となっている。
結晶変成岩の地盤と土壌の欠如によって多くの土地で鉄、銅、ニッケル、鉛、銀、そして金の鉱石の鉱床が露出している。これらの中で最も貴重なのはスウェーデン北西部の鉄鉱石の鉱床である。19世紀、これらの鉱床によってスウェーデン北部からノルウェーのナルヴィク港までの鉄道路線の整備が促され、これによって鉄と鋼に精錬するため、鉄鉱石を船でスウェーデン南部、ドイツ、イギリス、そしてベルギーへ輸出することが可能となった。この路線はノルウェーとスウェーデンの地方にあるが、スカンディナヴィアのその地域の非常に起伏の激しい地形、山脈、フィヨルドのため、他の路線はない。

## 住民
スカンディナヴィア半島南部とデンマークにおける人類の存在を記す最初の記録は12,000年前のものである。氷河からの氷床が後退するにつれて、ツンドラの生物群系の生息が可能となり、これがトナカイの狩人たちを惹きつけた。気候は徐々に温暖になり、最初に常緑樹が生育しやすいようになり、続いてオーロックスなどの動物をもたらす落葉樹の森が広がった。狩人、漁夫、採集者の一団は中石器時代（紀元前8200年）からこの地域に住み始め、農業が始まる新石器時代（紀元前3200年）まで居住していた。
半島北部と中央部の一部にはサーミ人が住んでいる。彼らはしばしば「ラップ人」「ラップランド人」とも呼ばれ、南部の居住から数千年後に北部に到達した。彼らは記録に残る最初期の時代には、北極と亜寒帯の地域に居住し、更にスウェーデンのダーラナ地方の遥か南、半島の中央部も占有していた。彼らはサーミ語を話す。この言語はインド・ヨーロッパ語族ではなく、ウラル語族であり、フィンランド語やエストニア語と関係がある。ノルウェー西岸のノルウェー人、現在のスウェーデン南部及び西部のデーン人、メーレラン湖周辺地方と更に現代のスウェーデン東海岸の大部分にいたスウェード人、そしてヴェステルイェートランド地方とエステルイェートランド地方にいたイェート人などが各地の最初の居住者である。これらの人々はインド・ヨーロッパ語である古ノルド語と密接に関係した方言を使用していた。政治的境界線は移動しているが、彼らの子孫は21世紀初頭においてもスカンディナヴィア半島の支配的な住民である。

## 政治的展開

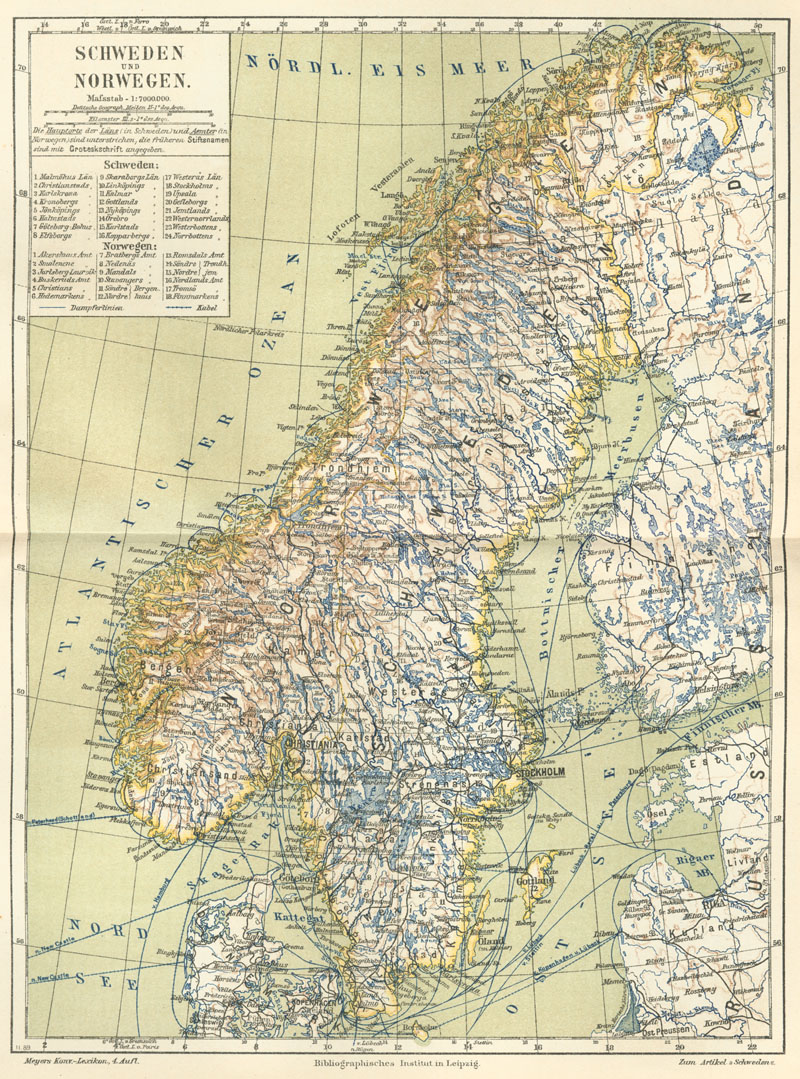
スウェーデン＝ノルウェー連合王国の政治的境界線（1888年）

北欧諸国は1000年以上の間、個別の政治的集合体として歴史を過ごしているが、国家間の国境はそれに遅れて徐々に明確化された。17世紀半ばに初めてスウェーデンはカテガット海峡の安全な外港と、南のバルト海沿岸の支配権を得た。スウェーデンとノルウェーの国境は最終的に1751年に確定された。スカンディナヴィア半島上のフィンランドとノルウェーの国境は1809年の広範な交渉の後、確定された。そしてノルウェーとロシアの共有地は1826年に分割された。それでもなお国境は流動的であり、1920年にフィンランドはバレンツ海へのアクセスを得たが、この地域は1944年にロシアに割譲された。
デンマーク、スウェーデン、そしてロシア帝国は数世紀にわたりスカンディナヴィア半島の政治的関係を支配し、アイスランド、フィンランド、そしてノルウェーは20世紀の間にようやく完全な独立を得た。ノルウェー王国（長くデンマークとの同君連合であった）はナポレオン戦争の後、スウェーデンの手に落ち、1905年に完全独立したに過ぎない。1809年からロシア帝国で自治を行う大公国であったフィンランドは、1917年のロシア革命の間に独立を宣言した。アイスランドはデンマークがナチス・ドイツの占領下にあった1944年にデンマークからの独立を宣言した。アイスランドの独立はナチスの侵略からアイスランドを守っていたイギリス軍とアメリカ軍によって勧奨された。
ドイツ国防軍は1940年にノルウェーを侵略し、1945年までノルウェー全土を占領下に置いた。スウェーデンの黙認の下、ドイツの軍隊はスウェーデン領を通過してノルウェー北部へ移動し、ドイツの同盟国となったフィンランドへ入った。1941年の春、ドイツ軍とフィンランド軍は共にソ連へ攻め込んだ。フィンランド共和国はソ連に対して怨恨を持っていた。赤軍が冬戦争（1939年-1940年）においてフィンランド南東部を侵略し、フィンランドから広大な領土を奪ったためである。
スウェーデンは第一次世界大戦、第二次世界大戦、朝鮮戦争、そして冷戦において中立国であり続けた。2013年現在もその中立政策を維持し続けている。
1945年にノルウェー、デンマーク、そしてアイスランドは国際連合の創設メンバーとなった。スウェーデンはすぐ後に国連に加わった。フィンランドは1950年代に国連に加わった。最初の国連事務総長、トリグブ・リーはノルウェー国民であった。2代目の国連事務総長、ダグ・ハマーショルドはスウェーデン人であった。このように、スカンディナヴィア半島の人々は20世紀の間、国際問題に大きな影響力を持っていた。
1949年、ノルウェー、デンマーク、そしてアイスランドはドイツ、ソ連、そしてあらゆる潜在的侵略者から自国を守るため、北大西洋条約機構（NATO）の創設メンバーとなった。この三つの国は2011年現在もNATOのメンバーとして残っている。
スウェーデンとフィンランドは1995年にヨーロッパ連合（EU）に参加した。だが、ノルウェーはEUに参加していない。

## 関連項目

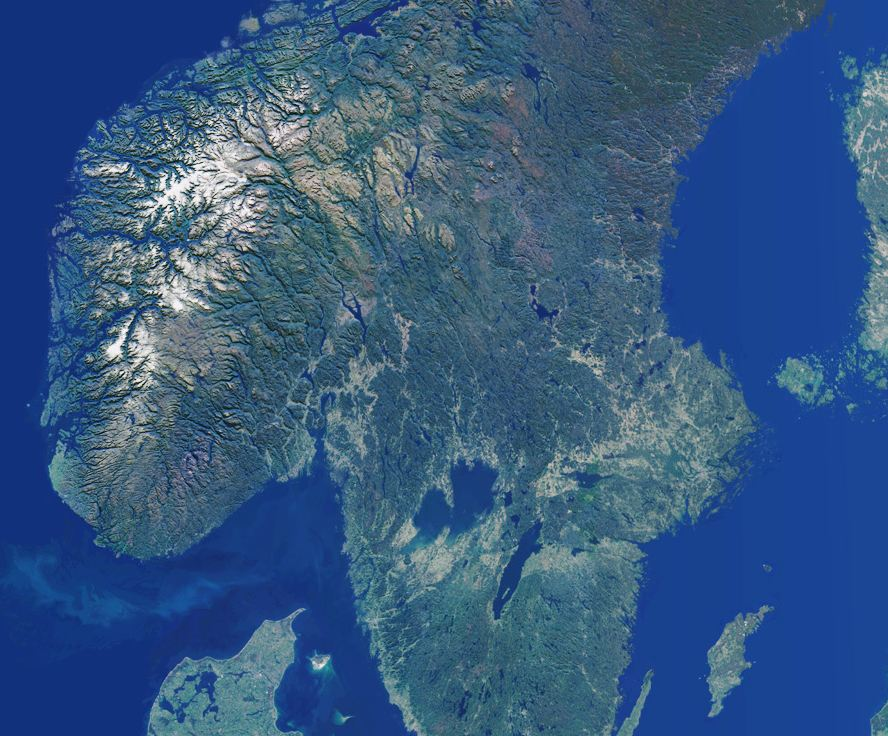
衛星から見たスカンディナヴィア半島。
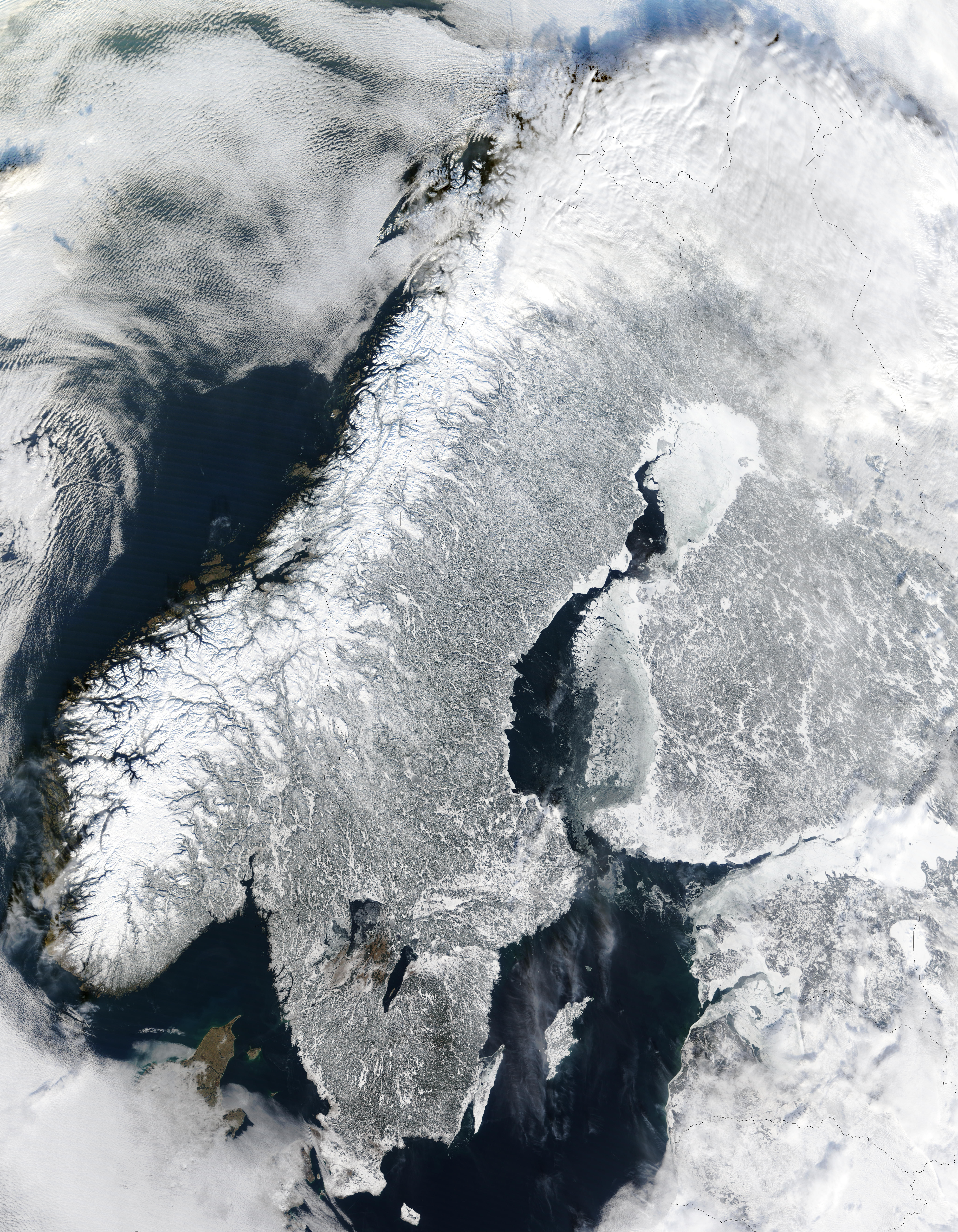
冬のスカンディナヴィア半島 (2003年2月19日)